# Hyaloplacoida echinum
Hyaloplacoida echinum är en svampdjursart som beskrevs av Konstantin R. Tabachnick 1989. Hyaloplacoida echinum ingår i släktet Hyaloplacoida, ordningen Lyssacinosida, klassen glassvampar, fylumet svampdjur och riket djur.
Artens utbredningsområde är havet utanför Djibouti. Inga underarter finns listade i Catalogue of Life.